# Autokowariancja
Autokowariancja – wielkość równa kowariancji pomiędzy procesem stochastycznym a tym samym procesem przesuniętym o pewien odcinek czasu.
Jeśli każdy stan procesu stochastycznego ma wartość oczekiwaną, {\displaystyle \mathbb {E} X_{t}=\mu _{t},} to autokowariancja jest dana wzorem:
{\displaystyle \operatorname {K} _{XX}(t,s)=\mathbb {E} \left((X_{t}-\mu _{t})(X_{s}-\mu _{s})\right)=\mathbb {E} \left(X_{t}\cdot X_{s}\right)-\mu _{t}\cdot \mu _{s},}
gdzie {\displaystyle \tau =s-t} jest okresem, o jaki został przesunięty proces.